# 4980 Magomaev
4980 Magomaev este un asteroid din centura principală, descoperit pe 19 septembrie 1974 de Liudmila Cernîh.